# Jiesia (stacja kolejowa)
Jiesia – stacja kolejowa w pobliżu Kowna, w rejonie kowieńskim, na Litwie. Znajduje się na linii kolejowej Kowno – Kibarty.
Położony jest na południe od głównego dworca w Kownie. Zaczyna tu się kolejowa obwodnica Kowna.

## Linie kolejowe
- Kowno – Kibarty